# アイザメ
アイザメ（相鮫、藍鮫、青沙魚、Centrophorus atromarginatus）は、ツノザメ目に分類されるサメの一種。
種小名は「黒い縁取り」という意味で、鰭の縁が黒いことに由来する。

## 分布と生息地

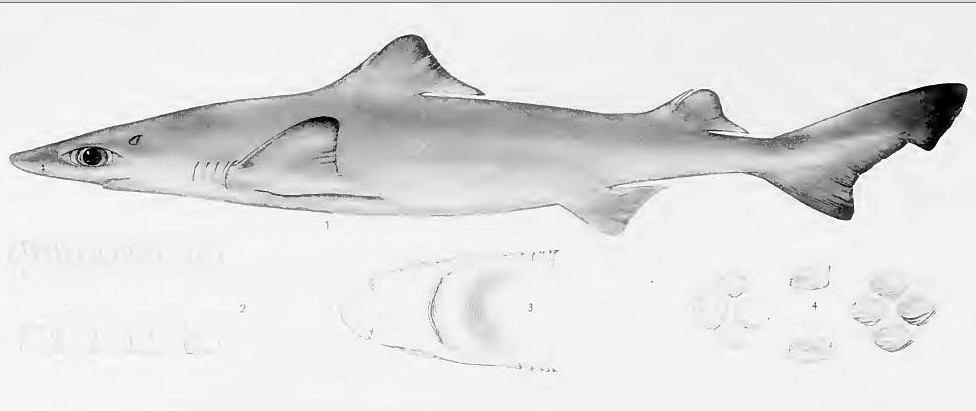

南日本からアデン湾にかけて、インド洋から西太平洋まで分布する。水深150 - 450 mの大陸斜面上に生息する深海魚。

## 形態
全長は雌が80 cm、雄が60 cm程度。体は灰褐色で、腹面は淡い。吻は短く尖らず、噴水孔は大きい。背鰭には鋭い棘があり、各鰭は先端が黒い。

## 生態
卵胎生であり、胎仔数は1、まれに2。胎仔は卵黄で成長し、出生時は全長28 - 36 cm。

## 人との関わり
肝臓にスクアレンを持っており、漁獲の対象となっている。しかし過剰な漁獲により個体数は減少しており、近絶滅種に指定されている。